# Herminia amolgida
Herminia amolgida är en fjärilsart som beskrevs av George Francis Hampson. Herminia amolgida ingår i släktet Herminia och familjen nattflyn. Inga underarter finns listade i Catalogue of Life.